# Métro de Palma
Le métro de Palma  est le réseau de métro de la ville et de l'agglomération de Palma à Majorque (Îles Baléares) en Espagne. L'opérateur du métro est Servicios Ferroviarios de Mallorca (SFM).
C'est le cinquième réseau de métro à être inauguré en Espagne, après les réseaux des villes de Madrid (1919), Barcelone (1924), Valence (1988) et Bilbao (1995).

## Historique
En novembre 2004, une ligne de métro a été proposée pour Palma de Majorque, allant du centre-ville au campus universitaire (UIB - Universitat). Elle commence sous terre au terminal ferroviaire reconstruit de la Plaça d'Espanya et est parallèle au chemin de fer existant vers Inca, qui a été mis sous terre jusqu'à Son Costa-Son Fortesa en même temps.
La construction de la ligne de métro de 8,3 km (9 stations) a débuté en janvier 2005. La ligne est principalement souterraine (profondeur moyenne de 8 m) à l'exception d'un tronçon en aérien de 2,6 km comprenant la station Son Sardina. Le tunnel de Plaça d'Espanya à Son Costa-Son Fortesa est à 4 voies, avec des voies séparées pour le métro et pour la ligne Inca. Les stations sont conçues avec des plates-formes latérales de 80 m de long et 5 m de large.
En septembre 2006, un terminus temporaire pour la ligne Inca a été mis en place à Jacint Verdaguer afin de permettre la construction de la gare intermodale de Plaça d'Espanya, qui comprend 10 voies avec 5 plates-formes insulaires au niveau -2. Adjacent à la gare, il y a une gare routière, également au niveau -2, ainsi qu'un parking au niveau -3.
La première ligne a été inaugurée le 25 avril 2007 après deux ans de travaux ayant coûté 312 millions d'euros.
La seconde ligne a été mise en service le 13 mars 2013. La ligne M2 (10 stations) a été introduite en tant que service urbain toutes les 20 minutes entre Pl. d'Espanya et Marratxí partageant la ligne régionale vers Inca. En juin 2014 la station Son Cladera/Es Vivero a été mise en service. La ligne ferme en avril 2022.
À la suite d'inondations répétées, les autorités des Baléares ont provisoirement suspendu l'exploitation du métro entre septembre 2007 et juillet 2008, entraînant un coût de 28 millions €, soit un dépassement de coûts de 46 %. La ligne M2 est fermée et remplacée par les trains régionaux de la SFM à partir de 2022.

## Réseau

### Présentation
Le métro dispose d'une ligne de 7,2 km comportant 9 stations reliant Plaça d'Espanya au campus de l'université des îles Baléares en exploitation (8,3 km au total).

### Place du métro dans le réseau ferré
Le réseau de métro est connecté aux lignes de train du réseau ferroviaire, directement avec la ligne vers Inca (T1), qui va ensuite soit vers La Puebla (T2) soit vers Manacor (T3), avec laquelle il partage plusieurs gares, et la gare routière interurbaine de Palma de Majorque. Trois stations de la ligne M1 et toutes les stations de la ligne M2 sont partagées avec la ligne de train vers Inca, également exploitée par SFM. La ligne M2 partage également le matériel roulant avec la ligne vers Inca.
La ligne de train vers Inca a été électrifié en 2012 et est desservie par 13 trains CAF commandés en 2008.Les autres lignes du réseau sont également électrifiées ou en voie de l'être.

### Les stations
La hauteur de la plate-forme des stations est de 1,1 m.

#### Ligne M1
- Estació Intermodal (Station intermodale)
- Jacint Verdaguer
- Son Fortesa - Son Costa
- Son Fuster Vell
- Son Castelló
- Gran Vía Asima
- Camí dels Reis
- Son Sardina
- UIB (Université des îles Baléares)

### Matériel roulant

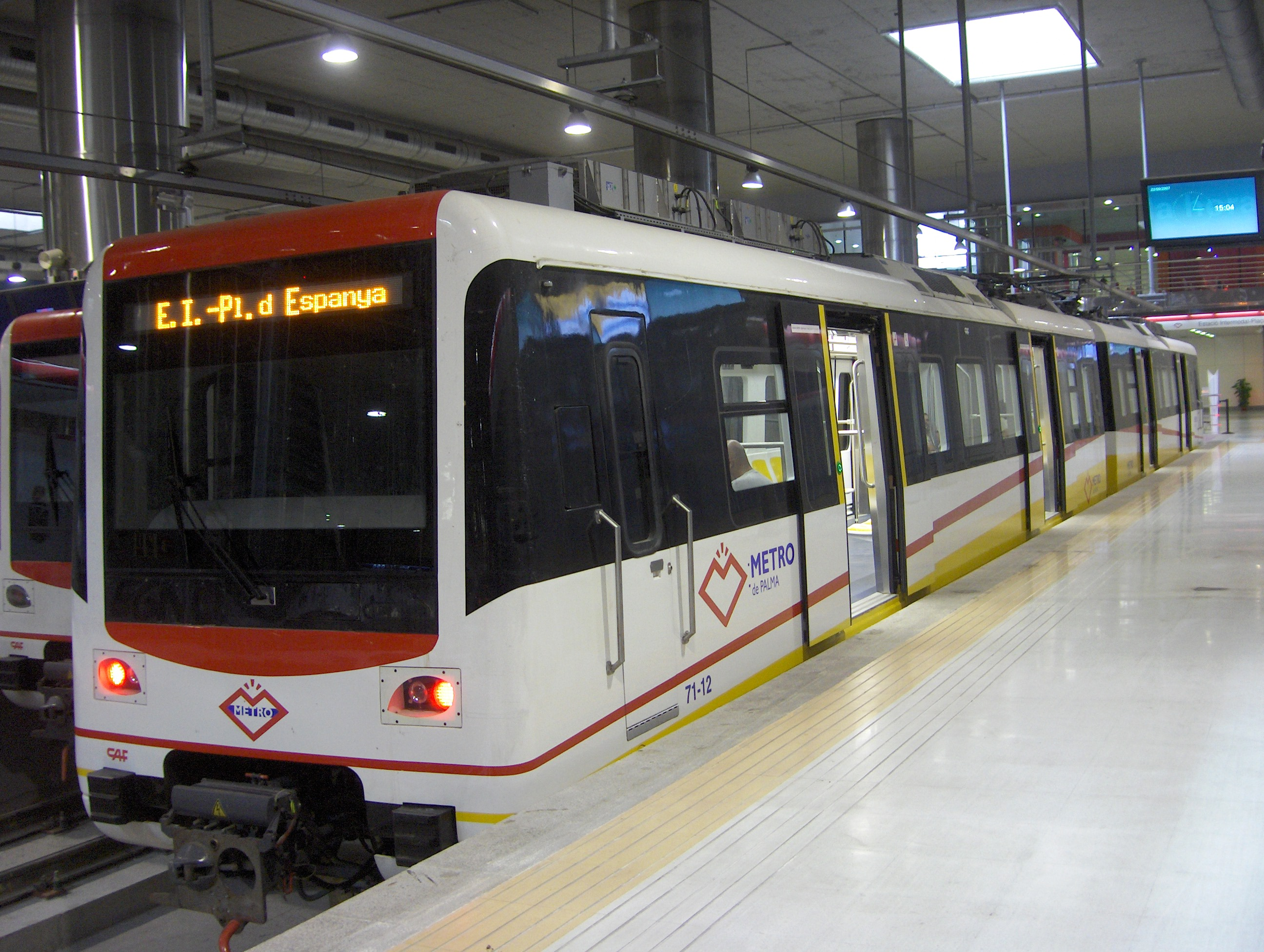
Train CAF 71

Le matériel roulant utilisé par le métro est composé de six unités doubles de la série CAF 71. Ces trains sont alimentés en électricité par caténaires  avec une tension de 1 500 volts de courant continu. Ils sont équipés d'un système ATP (Automatic Train Protection) de type FAP (Automatic Spot Braking), qui applique un frein d'urgence ou empêche d'autres actions lorsque certaines conditions de sécurité ne sont pas réunies. Comme sur les chemins de fer existants de Majorque, l'écartement des voies est de 1 000 mm.
Les rames du métro ont été acquises en 2006 à la société CAF pour 14,5 millions d'euros. Elles ont un moteur aux deux extrémités et mesurent 33 mètres de long. 3,99 de haut et 2,55 m de large. La capacité maximale de chaque train est de 306 passagers; 232 debout et 74 assis avec deux sièges pour personnes à mobilité réduite avec un couloir adapté. Le métro peut atteindre une vitesse maximale de 100 km/h, avec une accélération maximale de 1,1 m s2 et une décélération maximale de 2 m/s2. 

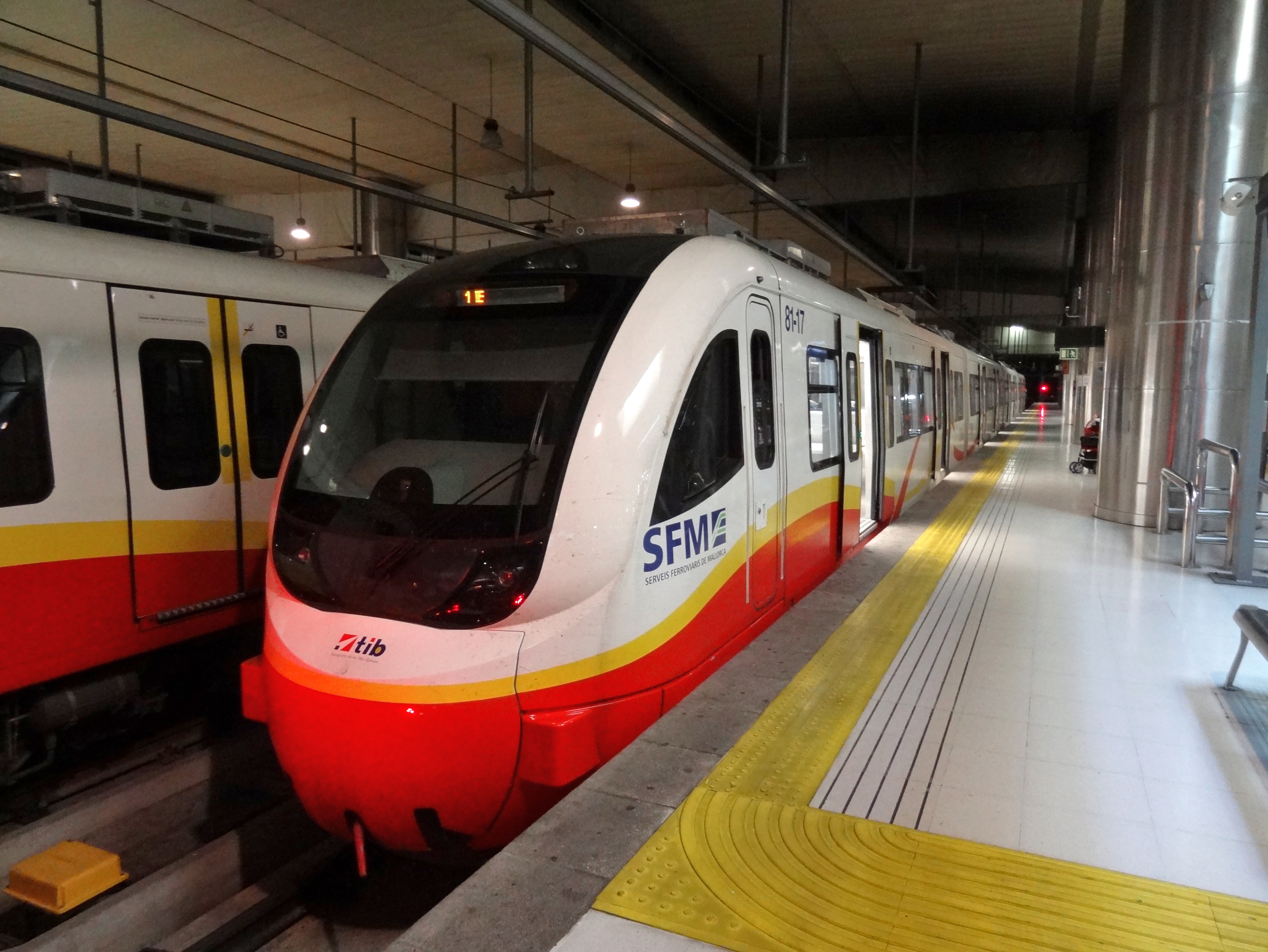
Train CAF 81 - Estació Intermodal

Chaque unité dispose d'un système radio numérique Tetra pour les communications train-sol, d'un ordinateur de bord avec communication des anomalies et enregistrement des événements, système de sonorisation intérieure, système de sonorisation externe, ainsi que l'intercommunication entre le passager et le conducteur. Le véhicule dispose également d'une télévision en circuit fermé (CCTV) avec quatre caméras par train, panneaux d'information, système de climatisation réglable.
En 2021, 5 trains supplémentaires ont été commandés pour les services ferroviaires à Majorque.
Ils devraient arriver en 2023 et entrer en service début 2024.

## Exploitation et fréquentation
Le réseau de métro a un horaire de service de 6 h 30 à 23 h 00. En semaine, la fréquence de passage est toutes les quinze minutes entre 6 h 30 et 10 h 30 et de 13 h 00 à 16h00, et toutes les trente minutes en dehors de ces plages. Le week-end, le service n'est pas opérationnel à l'exception de la ligne 1, avec une fréquence de passage toutes les trente minutes de 7h00 à 15h00. Pendant les mois de juillet et août, en raison de la baisse de la demande, les fréquences de passage diminuent considérablement. Ce sont en effet les étudiants qui sont les principaux utilisateurs du métro.

## Projets d'extension
En 2019, une extension d'une station de 1,5 km de la ligne M1 de son terminus UIB actuel au parc scientifique et technologique Parc Bit a été décidée. Cette extension devait coûter 11,5 millions d'euros, son coût réel est près du double, et transporter 225 000 passagers par an. Sa mise en service est prévue pour fin 2020.
Une dérivation de 2,1 km entre la gare Camí dels Reis et l'hôpital universitaire Son Espases a été proposée en 2019. Néanmoins le financement des projets n'est pas finalisé.